# Life After You (canção de Daughtry)
"Life After You" é uma canção da banda americana de rock chamada Daughtry que está presente no álbum Leave This Town. A canção foi lançada como single do grupo em 26 de outubro de 2009. A canção foi escrita em parceria com o vocalista da banda Nickelback, Chad Kroeger.

## Faixas
| CD Single |                             |         |  |
| N.º       | Título                      | Duração |  |
| 1.        | "Life After You"            | 3:26    |  |
| 2.        | "Life After You" (Acústico) | 3:32    |  |

## Videoclipe
Daughtry lançou oficialmente o video clipe de "Life After You" em 15 de outubro de 2009

## Paradas musicais
| Paradas (2009-2010)                           | Melhor posição |
| --------------------------------------------- | -------------- |
| Canadá (Canadian Hot 100)                     | 34             |
| Canadá (Billboard AC)                         | 16             |
| Canadá (Billboard CHR/Top 40)                 | 36             |
| Canadá (Billboard Hot AC)                     | 1              |
| Estados Unidos (Billboard Hot 100)            | 36             |
| Estados Unidos (Billboard Adult Contemporary) | 4              |
| Estados Unidos (Billboard Adult Top 40)       | 4              |
| Estados Unidos (Billboard Mainstream Top 40)  | 19             |